# Université métropolitaine de Toronto
Pour les articles homonymes, voir Ryerson.

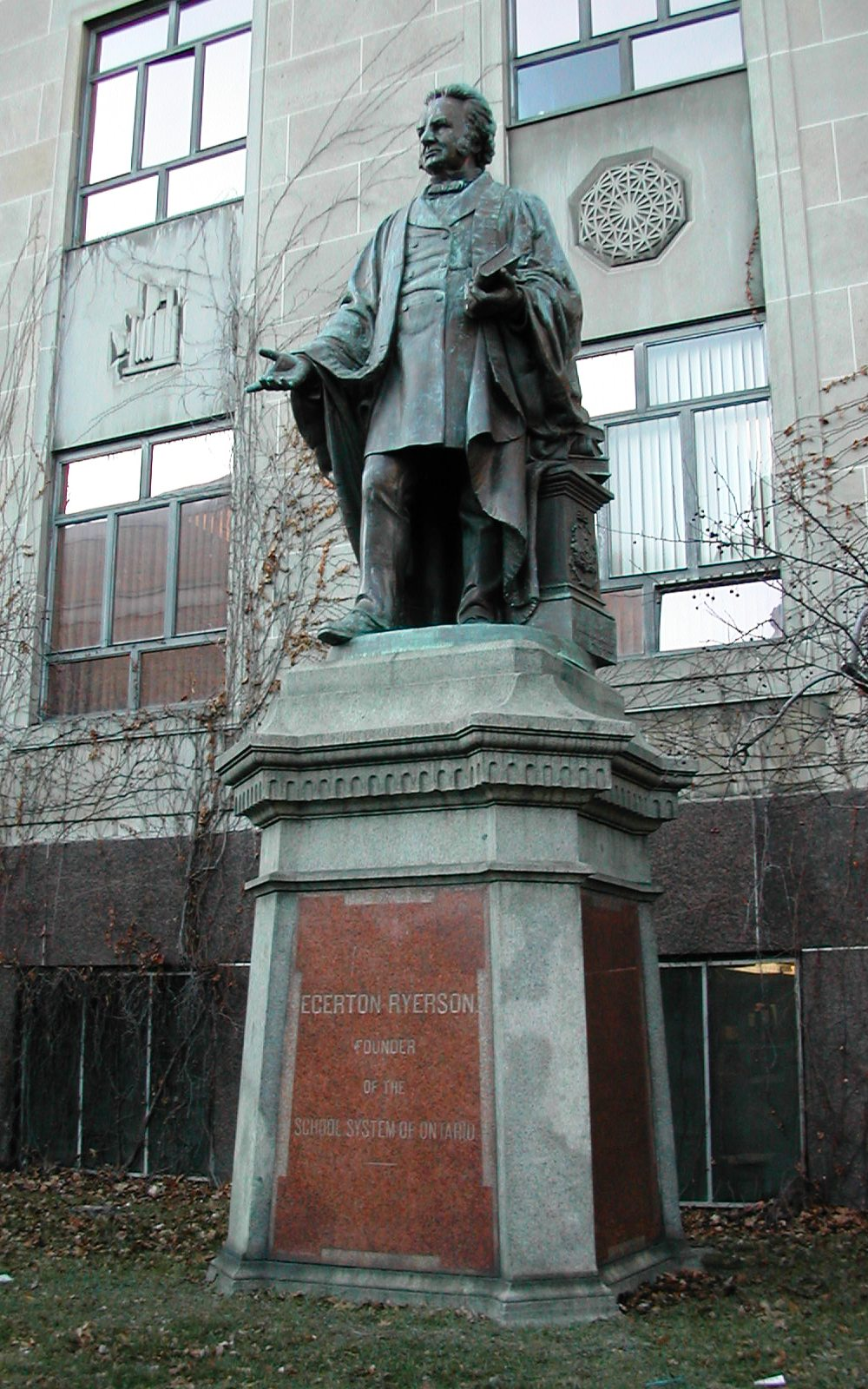
L'ancienne statue du fondateur, décembre 2005

L'Université métropolitaine de Toronto est une université canadienne publique à Toronto, Ontario, connue jusqu'en 2022 sous le nom d'Université Ryerson.

## Historique
En 1948, l'établissement est fondé sous le nom de Ryerson Institute of Technology. En 1964, il est réorganisé en vertu de la législation provinciale et renommé Ryerson Polytechnical Institute. Sous ce nom, l'institution a des pouvoirs limités de délivrance de diplômes au cours des années 1970. L'institution est réorganisée en une véritable université en 1993, et rebaptisée Ryerson Polytechnic University. En 2002, plusieurs années après la création de son école d'études supérieures, l'université adopte le nom de Ryerson University.
Le nom vient d'Egerton Ryerson (en), ministre canadien de l'éducation au début du XIXe siècle.
Le 26 avril 2022, le conseil des gouverneurs de l’établissement annonce le changement de nom à Université métropolitaine de Toronto. Un changement de nom a été demandé en raison du rôle de Ryerson dans la création des pensionnats pour Autochtones au Canada. Une statue de Ryerson qui trônait devant l'Université avait été déboulonnée le 6 juin 2021.

## Description
L'université compte en 2005 plus de 20 000 étudiants à plein temps et est la plus importante des 21 universités du Canada dans la catégorie primarily undergraduate. Elle est particulièrement connue pour ses programmes liés aux médias, tels que:
- radio et télévision, seule formation du genre en quatre ans au Canada
- journalisme
- architecture d'intérieur
- arts de l'image (cinéma, photographie et nouveaux médias). Comprend Creative AI Hub, où les étudiants apprennent les applications d'intelligence artificielle dans le cinéma et les médias et le Red Bull Gaming Hub, axé sur de nouvelles applications de conception pour les jeux vidéo et la production virtuelle[3].

Elle comprend également la plus importante école de formation continue pour adultes, appelée G. Raymond Chang School of Continuing Education, qui compte 60 000 inscriptions.
En 2006, l'université a été classée au 5e rang des universités de moyenne taille dans la catégorie « préparation à l'emploi ».
En août 2023, l'établissement est choisi parmi les 15 meilleures écoles de cinéma au monde par The Hollywood Reporter.

## Personnalités liées à l'université
En 2017, on comptait près de 170 000 anciens de Ryerson dans le monde, d'après cette université. Les anciens de l'Université métropolitaine de Toronto sont intervenus dans un large éventail de domaines et de spécialités. Parmi les anciens qui occupent ou ont occupé des postes importants dans le monde des affaires, mentionnons par exemple la styliste Aurora James. Parmi les acteurs et actrices célèbres qui ont fréquenté l'université figurent Nina Dobrev, Mena Massoud, Eric McCormack, Hannah Simone, Nia Vardalos, ou encore Jacqueline MacInnes Wood. Parmi les anciens élèves célèbres dans le domaine des arts littéraires figurent Louise Penny et Robert J. Sawyer. Parmi les personnalités politiques figure Marci Ien. L'Égyptienne Sherien Elagroudy y a suivi un cursus en ingénierie environnementale.
Un certain nombre de personnes notables ont également fait partie de l'administration de l'université ou de son corps professoral. Parmi les conférenciers et professeurs notables, citons David Crombie, secrétaire d'État du Canada, Jack Layton, ancien chef de l'opposition officielle au Canada et Margaret MacMillan, universitaire et historienne.